# Fraude à la fertilité
La fraude à la fertilité est le fait, pour un médecin spécialiste de la fertilité, de ne pas obtenir le consentement d'une patiente avant de l'inséminer avec son propre sperme.  Cela se produit normalement dans le contexte des personnes qui ont recours à la procréation médicalement assistée (PMA) pour résoudre des problèmes de fertilité.
Le terme est également utilisé dans les cas où des ovules de donneuses sont utilisés sans consentement et, plus largement, dans les cas où des médecins et d'autres professionnels de la santé exploitent les opportunités qui se présentent lorsque des personnes ont recours à la technologie de la procréation médicalement assistée pour résoudre des problèmes de fertilité. Cela peut donner lieu à différents types de fraudes concernant l'assurance, les procédures inutiles, le vol d'ovules et d'autres questions liées au traitement de la fertilité.

## Genres

### Vol d'ovules
L'un des premiers cas de vol d'ovules s'est produit en 1987 à Garden Grove en Californie, dans une clinique dirigée par le docteur Ricardo Asch (en). Asch a prélevé des ovules sur des femmes subissant des procédures de diagnostic et les a utilisés dans des procédures de fertilité chez d'autres femmes. On estime que 67 femmes ont été victimes de vol d'ovules ou d'embryons.
Le docteur Ricardo Asch et deux associés ont été accusés d'avoir prélevé des ovules et des embryons sur des patientes sans leur consentement, de les avoir utilisés pour provoquer des grossesses chez d'autres femmes et d'avoir fraudé les compagnies d'assurance. Trente-cinq patientes ont intenté une action en justice contre lui.

### Fraude à l'insémination
Il y a au moins onze médecins spécialistes de la fertilité aux États-Unis accusés de fraude, pour insémination avec le propre sperme du médecin. Dans certains cas, ces médecins sont découverts par des particuliers, lorsque l'un des enfants adultes issus de la PMA enregistre son ADN auprès d'une société de biotechnologie généalogique comme 23andMe, et découvre lorsque les résultats reviennent qu'il a de nombreux demi-frères et demi-sœurs dont il ignorait l'existence ; dans certains cas, ils sont des dizaines.
Il existe de nombreux cas où un prestataire de soins de santé a frauduleusement substitué son propre sperme à celui d'un donneur, ce qui a entraîné une grossesse et une naissance.
Le premier « bébé éprouvette » a été facilité par Robert Edwards en 1978, et il aurait utilisé des œufs sans le consentement des femmes concernées.
Cecil Jacobson (en), médecin spécialiste de la fertilité dans les années 1980 dans l'État de Virginie, s'est révélé à l'origine être le père biologique d'au moins sept enfants de ses patientes, dont une patiente qui était censée avoir été inséminée avec du sperme fourni par son mari. Depuis, des tests ADN ont établi un lien entre Jacobson et au moins 15 de ces enfants, et l'on soupçonne qu'il a engendré jusqu'à 75 enfants en fécondant des patientes avec son propre sperme. Il n'a pas pu être poursuivi en justice car aucune loi n'existait en Virginie pour l'interdire.
Donald Cline (en) a utilisé son propre sperme dans son cabinet de fertilité dans l'État de Indiana dans les années 1970 et 1980 pour engendrer des dizaines d'enfants. Cela a été révélé en 2014, lorsque les kits de test ADN à domicile se sont multipliés, et a permis de découvrir que Cline avait utilisé son propre sperme pour féconder les ovules de ses patientes. Comme il n'y avait pas de loi concernant cette pratique dans l'Indiana, il a été accusé d'obstruction à la justice, de publicité mensongère et de conduite immorale, et a perdu sa licence pour exercer la médecine. La première loi des États-Unis est entrée en vigueur en 2019 dans l'État de l'Indiana à la suite de cette affaire. Des cas similaires ont été trouvés dans d'autres États,.
John Boyd Coates III, un médecin spécialiste de la fertilité dans l'État de Vermont, a fait l'objet de deux poursuites judiciaires et a été accusé d'avoir utilisé son propre sperme dans des affaires remontant à 40 ans. Sa licence a été révoquée depuis et un jugement de 5,25 millions de dollars en dommages et intérêts a été accordé au premier plaignant,.
Jos Beek, gynécologue aux Pays-Bas, a conçu 21 enfants et potentiellement des dizaines d'autres en utilisant son propre sperme après que des parents potentiels se soient adressés à lui pour un traitement de fertilité, a découvert une enquête. Il a travaillé à l'hôpital Elisabeth de Leiderdorp, qui fait maintenant partie de l'hôpital Alrijne, entre 1973 et 1998. Il est décédé en 2019.
Jan Karbaat, un médecin spécialiste de la fertilité aux Pays-Bas, a engendré 90 enfants confirmés et pourrait en avoir jusqu'à 200. Il est décédé en 2017.
Norman Barwin (en), un médecin spécialiste de la fertilité à Ottawa, a versé un règlement de 13,375 millions de dollars de dollars à ses 17 enfants conçus dans sa clinique au Canada le 2 novembre 2021. Un total de 244 anciens patients et leurs enfants, dont 17 enfants conçus avec son propre sperme, figurent parmi les demandeurs.